# Сероцк
Сероцк (пол. Serock) — город в Польше, входит в Мазовецкое воеводство, Легионовский повят. 
Административный центр городско-сельской гмины Сероцк. Занимает площадь 12,48 км². Население — 3472 человек (на 2006 год).

## История
Известен с 1065 года. Близ Сероцка находилась русская внеклассовая крепость Зегрж, которая существовала с 1895 года по 1910 год, в Привислинском крае прикрывала переправу через реку Нарев, по которой проходил главный тракт Варшава — Петербург. Военные действия под Сероцком происходили в 1794, 1831 и 1863 гг. Крепость и её гарнизон по планам верховного командования были упразднены.

Схема Варшавского крепостного района и размещения Новогеоргиевской, Варшавской крепостей и крепости Зегрж (под Сероцком).

До Второй мировой войны — еврейское местечко (штетл). Во время Наполеоновских войн и Великой Отечественной войны под Сероцком шли бои (см. Сероцкий плацдарм).
На гербе города изображён его покровитель — святой Войцех (Адальберт Пражский).